# Reise nach Jerusalem

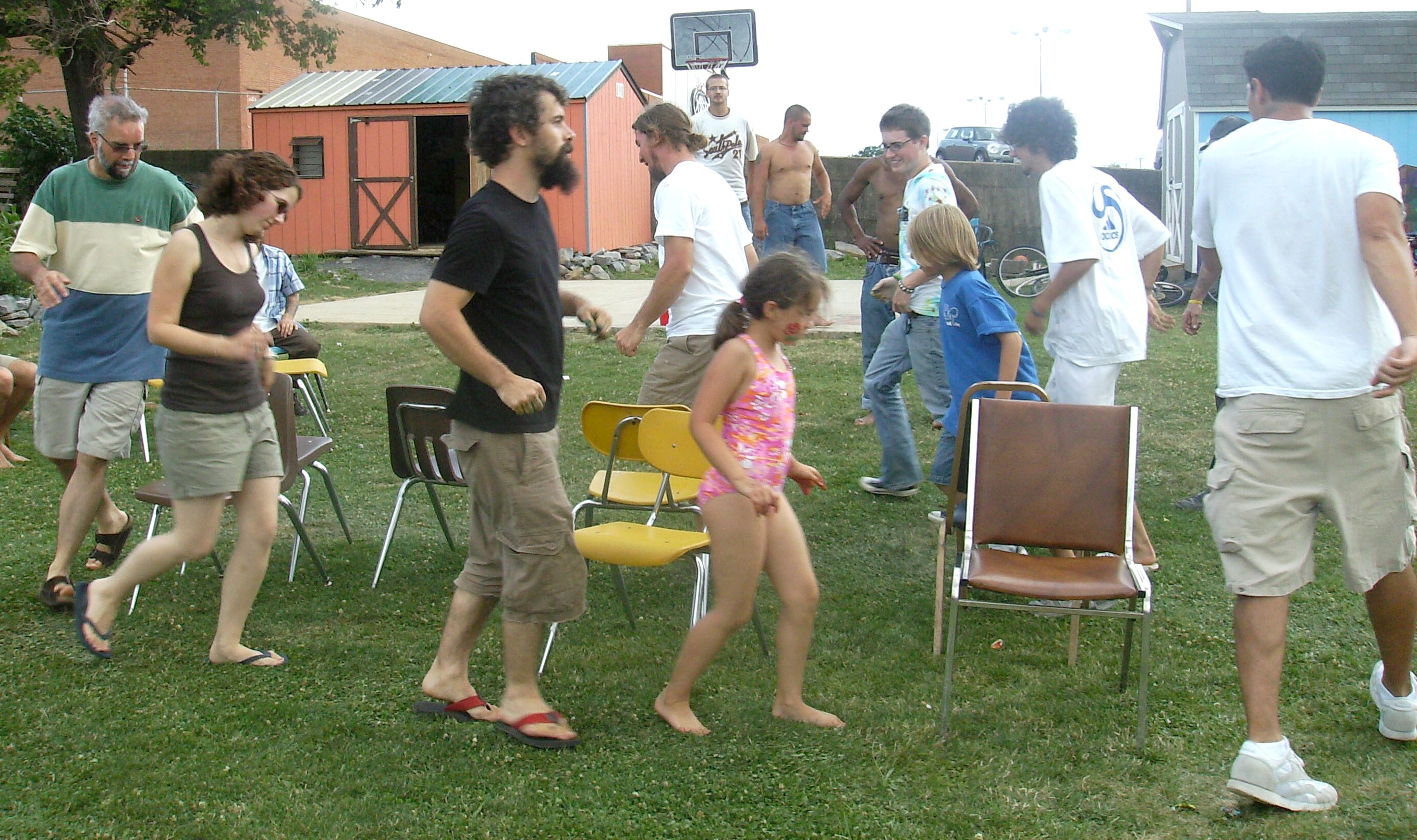
Kinder und Erwachsene auf der „Reise“

Die Reise nach Jerusalem ist ein Gesellschaftsspiel mit beliebig vielen Mitspielern, das einen einzigen Gewinner ermittelt; es kann auch als Kinderspiel betrieben werden. In Ostdeutschland wird das Spiel auch Stuhltanz, Stuhlpolonaise oder Stuhlpolka  genannt, in Österreich und der Schweiz ist der Begriff Sesseltanz gebräuchlich. Das Spiel kann auch als Abzählreim verwendet werden.

## Spielverlauf
Man ordnet Stühle im Kreis an, und zwar einen Stuhl weniger als Teilnehmer. Diese stellen sich ebenfalls im Kreis auf. Sobald der Spielleiter die Musik ertönen lässt, müssen sich alle im Kreis um die Stühle bewegen. Der Spielleiter stoppt die Musik zu einem willkürlichen Zeitpunkt; dann muss jeder Teilnehmer versuchen, sich möglichst schnell auf einen freien Stuhl zu setzen; es bleibt am Schluss immer ein Teilnehmer stehen und scheidet aus.
Nun wird ein Stuhl entfernt und die verbliebenen Teilnehmer ermitteln wieder durch das musikgesteuerte Laufen und Stoppen einen weiteren Verlierer.
Das Spiel wird solange wiederholt, bis in der letzten Runde nur noch ein Stuhl und zwei Teilnehmer übrig sind; wer diese gewinnt, ist der Gewinner des gesamten Spiels.

## Varianten
- Obstsalat, auch unter dem Namen Obstgarten bekannt, ist eine Variante des oben beschriebenen Spieles. Möglichst viele Teilnehmer sitzen im Kreis auf Stühlen. Jeder Mitspieler erhält einen Obstnamen, wobei nur einige verschiedene, wie zum Beispiel vier oder fünf, verwendet werden. Der Spieler in der Mitte, der keinen Platz mehr hat, da es eine Sitzgelegenheit weniger als Teilnehmer gibt, bereitet nun den Obstsalat zu, indem er angibt, welche Zutaten er bevorzugt. So sagt er zum Beispiel: Ich mache einen Obstsalat aus Äpfeln und Birnen und Trauben. Nun müssen alle die genannten Obstsorten die Plätze tauschen, wobei der Zubereiter sich schnell einen Stuhl suchen muss. Wer übrig bleibt, darf nun seinerseits Obstsalat machen.  Damit nicht absichtlich kein Platz gefunden wird, kann man als Regel einführen, dass, wer dreimal in der Mitte war, als faules Obst ausscheidet. Natürlich gibt es dann auch einen Stuhl weniger.
- Beim Stuhltanz mit Tanzpaaren besetzt immer ein Paar den Stuhl (Partner auf dem Schoß). Ansonsten gelten ähnliche Regeln wie bei der Reise nach Jerusalem.
- Eine andere Variante ist auch die Reise nach Jericho. Das Prinzip ähnelt der Reise nach Jerusalem. Der Unterschied: Sobald ein Stuhl weggenommen wird, müssen alle Teilnehmer versuchen, sich gemeinsam auf die restlichen Stühle zu stellen. Hierbei ist die Kooperation aller Mitspieler notwendig. Das Ziel ist, nach Möglichkeit alle Teilnehmer auf nur einem einzigen Stuhl zu versammeln.
- Reise nach Bilbao funktioniert nach dem Prinzip, dem Stuhlkreis immer einen Stuhl hinzuzufügen, sobald die Musik aufhört. Alle Spieler verfolgen gemeinsam das Ziel, immer jeden Stuhl zu besetzen. Dazu müssen sich die Spieler auf die Stühle legen oder gegebenenfalls Stühle stapeln. Das Spiel gilt als verloren, sobald nicht mehr alle Stühle berührt werden können.

## Ursprung
Die Herkunft des Namens ist ungeklärt. Manche vermuten sie in Reisen nach Jerusalem zur Zeit der verlustreichen Kreuzzüge.
Eine weitere Erklärungsvariante nicht zum Namen, aber zum Ursprung des Spiels bietet das Strategikon des Maurikios, ein Militärhandbuch des byzantinischen Kaisers und Feldherrn Maurikios aus dem 6. Jahrhundert: Danach handelt es sich um eine Methode, feindliche Spione in den eigenen Reihen zu identifizieren. Beim Ertönen eines Trompetensignals haben alle Soldaten und zivilen Begleitmannschaften sofort ihren Schlafplatz aufzusuchen. Für die gegnerischen Spione bleiben dann nur zwei Möglichkeiten: Entweder sie versuchen in einem Zelt unterzukommen oder sie bleiben außerhalb der Zelte – in beiden Fällen werden sie als Fremde entlarvt.

## Rezeption
Im ersten Asterix-Band Asterix der Gallier wird das Spiel, in der deutschen Übersetzung „Reise nach Rom“ genannt, verwendet: Da sich kein Freiwilliger für das Auskundschaften des gallischen Dorfes findet, wird Caligula Minus mit dieser Methode als römischer Spion ausgewählt.

## Bezeichnung des Spieles in verschiedenen Ländern
Das Spiel ist auf der ganzen Welt verbreitet und bekannt. In Dänemark, den Niederlanden und Portugal haben sich neben Reise nach Jerusalem auch die Namen Stuhltanz, Stuhlpolonaise oder Tanzende Stühle eingebürgert (wörtliche Übersetzungen). In Irland, England, Frankreich, Griechenland, Italien, Russland, Israel, den USA und Thailand sagt man dazu Musikalische Stühle. Schwedens Spieler beziehen sich in der Namensgebung auf das Meer: Dort heißt es Stürmische See. In Rumänien bezeichnet man das Spiel als Vöglein such dein Nest, während es auf den Philippinen genau wie in Deutschland Reise nach Jerusalem heißt.